# 大町釈迦堂口遺跡
大町釈迦堂口遺跡（おおまちしゃかどうぐちいせき）は、神奈川県鎌倉市大町にある遺跡。2010年（平成22年）8月5日、国史跡に指定された。また、日本遺産『いざ、鎌倉』の構成文化財にも認定されている。

## 概要
大町釈迦堂口遺跡は中世鎌倉の谷戸の開発を示す谷戸の平場と、やぐら群が形成された背後の丘陵部からなる遺跡である。
遺跡は、名越ヶ谷と呼ばれる大きな谷戸の、南へ開口する支谷の最奥部に位置する。名越ヶ谷は逆川によって開かれた開析谷で、その支谷には山王谷や花ヶ谷のように寺院伝承の残る支谷が存在する一方、本遺跡が存在する支谷のように谷戸の名称も伝わっていないものがある。名越は谷戸の開口部を逗子市に抜ける古東海道が東西に走り、のちに名越切通が整備され鎌倉七口のひとつに数えられる交通の要衝である。遺跡の北には、釈迦堂谷や犬懸谷等の谷戸があり、現在の釈迦堂切通し（トンネル）の開鑿時期は不明であるが、古くから南北方向の道も存在したと考えられる。なお、本遺跡からは過去に口径が20センチメートルを超える大形の青磁鉢3点（重要文化財）が出土したと伝えられている。
丘陵部には、壁面に地蔵菩薩坐像を肉彫する「地蔵やぐら」や、日輪文龕（がん:厨子）、あるいは月輪文龕のある板碑型彫刻を有する「日月やぐら」などの特徴的なやぐらが存在することが知られていた。やぐらは鎌倉を中心に分布する横穴式の墳墓で、供養のための仏堂の機能も有していた。1998年（平成10年）度には鎌倉市教育委員会の詳細分布調査が、2001年（平成13年）度には神奈川県教育委員会等による部分的な遺構確認のための発掘調査が実施され、さらに2008年（平成20年）度には鎌倉市教育委員会による発掘調査が実施された。その結果、従来知られていたやぐらに加え、新たに29基のやぐらが確認され、谷戸に面する33基と西側の尾根筋に面する31基の、総数64基のやぐらが丘陵の上段・中段・下段に存在することが明らかとなった。
平場については、同じく鎌倉市教育委員会による発掘調査で、13世紀後半から14世紀前半に丘陵部が削平され、平場の拡大や雛壇状の造成等が行われ、建物が建てられたことが判明した。以後、15世紀に至るまでの、礎石建物、掘立柱建物やそれに付随する石組み溝や玉石敷き、火葬跡等が確認され、土地利用がくり返されたことが判明した。平場の土地利用の開始は、やぐら内部に収められた五輪塔や宝篋印塔の石塔形態や出土遺物から想定される、丘陵部にやぐらが築造される時期に符合しており、14世紀の火葬跡の存在等からは、平場には仏堂等の宗教的施設が存在し、宗教的な場として利用されたことが想定できる。
このように丘陵部のやぐらと平場の遺構が一体で遺存している箇所は鎌倉において数少なく貴重で、中世都市鎌倉において宗教的な目的で行われたと考えられる谷戸の開発と、祭祀信仰のあり方を知るうえで貴重な遺跡である。

## 日本遺産
2016年（平成28年）4月19日の文化庁の日本遺産審査委員会を経て、日本遺産ストーリー『いざ、鎌倉～歴史と文化が描くモザイク画のまちへ～』の構成文化財の1つに認定された。

## 整備計画
釈迦堂切通し（隧道）付近は、1977年（昭和52年）の落石以来、40年以上通行禁止となっていたが、鎌倉市は、2021年（令和3年）度予算に同遺跡の崩落対策費用を含む1億1700万円の史跡環境整備費を計上し、通行止め解除も視野にいれた整備が始められることになった。